# 후마 고타로

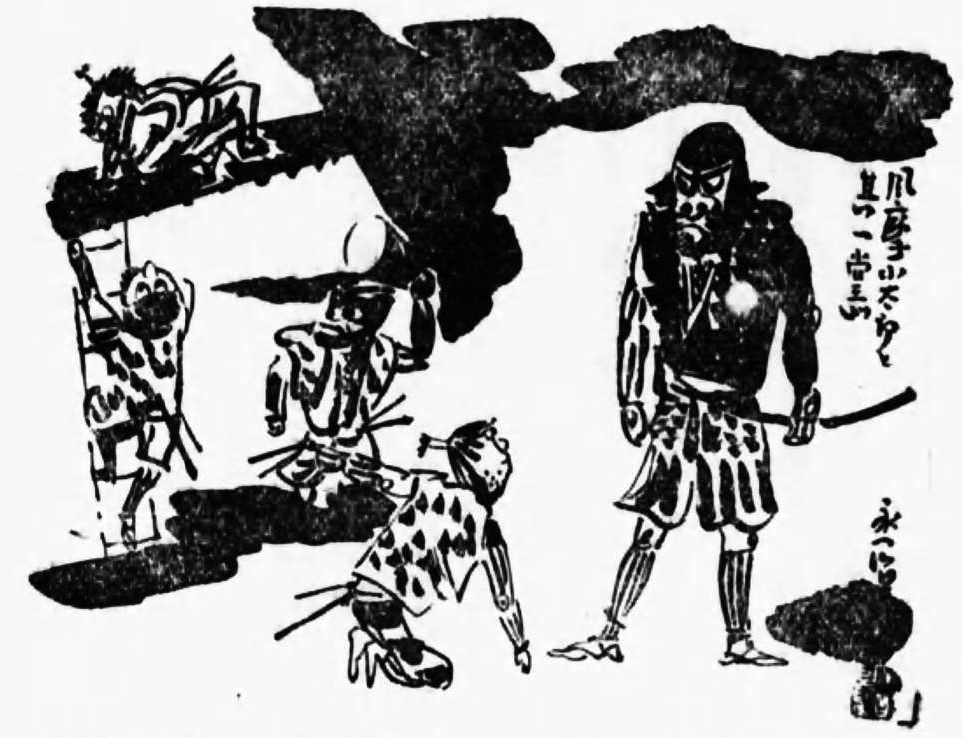

후마 고타로(風魔小太郞)는 센고쿠 시대 닌자 집단이었던 후마 일당(風魔一党)의 당주에게 계승되던 이름이다. 이 닌자 조직은 오늘날까지 최고의 닌자 집단으로 알려져 있다. 후마 일당은 유목 생활의 전통을 계승하였기 때문에 기마술에 능하였다.

## 이름의 유래
후마 고타로라는 이름은 후마 일당의 첫 당주가 사용한 이래로 당주들에게 계승되었는데, 당주의 정체를 숨기기 위함이었다. 처음의 '후마'는 '風間(가자마)'라는 한자를 사용했지만 이후 '風魔(후마)'로 바뀌었다. 이 이름을 사용한 당주들 중 제일 유명한 인물은 제 5대 후마 고타로이며, 오다와라(小田原) 지역의 다이묘 호조 우지마사(北条氏政)와 호조 우지나오(北条氏直)를 위하여 일했다. 눈이 아래에서 위로 감겼다고도 하는 그의 가장 유명한 전공은 1581년 다케다(武田) 군이 오세가와(オセガワ) 강 건너 막사를 설치하였을 때 부하들을 이끌고 강을 건너 막사를 수차례 공격, 대혼란을 야기한 것이었다.

## 관련 설화
민간에 전해내려오는 이야기에 따르면 1596년 후마 고타로는 도쿠가와 이에야스(德川家康) 휘하의 유명한 닌자 핫토리 한조(服部半)의 추격을 받았다고 한다. 후마는 한조를 좁은 해협으로 유인하고 그의 배를 물살에 꼼짝 못하도록 만든 이후 자신은 멀리 달아나 기름불을 흘려보내 한조의 배에 불을 붙임으로써 한조를 죽음으로 몰아넣었다고 한다. 물론 한조의 공식적인 사인은 노령으로 인한 자연사이다.

## 일당의 해체
후마 일당은 도쿠가와 막부가 패권을 잡게 된 이후 해적으로 변모, 도쿠가와 막부의 시설들을 여러 차례 공격하였다. 고호조씨가 무너지고 주인을 잃게 된 후마 일당은 도적질로 생계를 이어나갔으나 1603년 막부군에 의해 체포, 분쇄되었다.

## 같이 보기
- 고호조씨